# Henri Maho
Pour les articles homonymes, voir Maho.
Henri Maho est une personnalité bretonne, né le 31 juillet 1921 à Guénin (Morbihan, Pays Vannetais) et mort le 13 juin 2008à Vannes,
Il est décoré de l'ordre de l'Hermine.

## Biographie
Henri Maho découvre le français à l’école. Ayant appris seul à écrire sa langue maternelle, le breton, il collabore au journal de Loeiz Andouard, Arvor.
À partir des années 1950, il entreprend de nombreuses actions en faveur de la langue et de la culture bretonnes : il enseigne le breton à Bignan puis à Locminé, il est un des fondateurs de la revue An Doere, il publie de nombreux articles dans les journaux du pays de Vannes afin de sensibiliser les lecteurs notamment les jeunes, participe à la vie culturelle du pays de Baud - où son entreprise de bâtiment est installée - en créant une cinquantaine d’associations.
Passionné par le patrimoine architectural, il répertorie les sites et monuments du pays de Baud et se bat, des années durant, au sein puis à la tête de Breiz Santel pour la sauvegarde et la mise en valeur des chapelles, croix, fontaines… 